# Ippolito Maria Beccaria
Ippolito Maria Beccaria (ur. 1550 w Mondovì, zm. 3 sierpnia 1600 w Neapolu) – włoski duchowny katolicki, dominikanin, generał zakonu w latach 1589–1600. Hipolit Maria Beccaria był synem Henryka Beccarii oraz Katarzyny Donzelli. Przyjął habit dominikański w Santa Maria delle Grazie. Studiował na Uniwersytecie Bolońskim, na którym następnie uzyskał tytuł profesora teologii. Był przełożonym klasztoru w bazylice św. Sabiny. Pełnił funkcję inkwizytora w Mediolanie w 1587–88, a w latach 1588–89 pełnił urząd komisarza generalnego Kongregacji Świętego Oficjum. 21 maja 1589 roku został wybrany generałem Zakonu Kaznodziejskiego. W 1594 przybył do Lwowa. Zmarł 3 sierpnia 1600 roku w Neapolu.